# كافوتكيا
كفوتكيا (أيضًا كابوتاكيا أو كابوتاكيا ؛ في الآرامية क كاتباتوكا، क्पुтकй، कपुдकаи؛ لاحقًا كاتباتوكا في الفارسية القديمة) هو الإسم المستخدم في بعض الكتابات اليهودية و السريانية في العصور الوسطي للإشارة للمدينة المجاورة لمدينة البطالمة السابقة بيلوسيوم , ومؤخرا نظيرتها في العربيةدمياط.  
تم ذكر كفوتكيا في الترجوم والتفسير السرياني المتعلق بسفر التكوين حيث تم تحديدها مع المنطقة المسماه كفتور في الكتاب المقدس.  كما ذكرها موسى بن ميمون في تفسيره حيث ساواه بينها وبين دمياط مما توافق مع تعريف كفتور كدمياط من قبل سعيد الفيومي وبنيامين التطيلي وأبراهام زاكوتو . 
في التلمود ( بابا بثرا 58: 2) تم تسجيل كلمات أنباك، أنباغ، أنتال منقوشة علي أسوار كفوتكيا - وهي أسماء وحدات القياس التي بموجبها استخدمها الناس في البيع والشراء داخل المدينة. 